# Stactolaema olivacea
El barbudo oliváceo o barbudo verde (Stactolaema olivacea) es una especie de ave piciforme en la familia Lybiidae que vive en África suroriental. Se encuentra en el sureste de Kenia, Tanzania, Malaui, Mozambique y el noreste de Sudáfrica.

## Taxonomía
Suelen reconocerse seis subespecies:
- S. o. olivacea, presente en Kenia y Tanzania;
- S. o. howelli, Tanzania central;
- S. o. rungweensis, Tanzania y Malawi;
- S. o. belcheri, en el monte Thyolo de Malawi y el monte Namuli de Mozambique;
- S. o. woodwardi, bosque de Ongoye, Sudáfrica;
- S. o. hylophona, en las reservas forestales de la costa de Tanzania de Ngarama, Rondo y posiblemente Mitundumbea.[4]

Las dos últimas subespecies, presentes al más al sur, son consideradas por algunos expertos una especie aparte, Stactolaema woodwardi.